# Ligne de Lourdes à Pierrefitte-Nestalas
La ligne de Lourdes à Pierrefitte-Nestalas est une ancienne ligne ferroviaire française, longue de 20,1 kilomètres, établie dans le département des Hautes-Pyrénées. Elle a été mise en service par la Compagnie des chemins de fer du Midi et du Canal latéral à la Garonne en 1871 et a été fermée définitivement en 1993. Elle prenait naissance en gare de Lourdes en embranchement de la ligne de Toulouse à Bayonne.
Elle constituait la ligne 666 000 du réseau ferré national.

## Histoire
La ligne est concédée à titre éventuel à la Compagnie des chemins de fer du Midi et du Canal latéral à la Garonne par une convention signée entre le ministre des travaux publics et la compagnie le 1er mai 1863. Cette convention est approuvée par décret impérial le 11 juin 1863. Elle est déclarée d'utilité publique le 14 décembre 1865 rendant ainsi la concession définitive.
Remontant la vallée des gaves la ligne de Lourdes à Pierrefitte-Nestalas est un embranchement de la ligne de Toulouse à Bayonne destiné à rattacher la sous-préfecture des Hautes-Pyrénées d'Argelès-Gazost au réseau ferrée national. Mais aussi d'acheminer les curistes vers les stations thermales de Luz-Saint-Sauveur et Cauterets, depuis son terminus de la gare de Pierrefitte-Nestalas et contribuer au développement économique de la vallée en transportant également les ouvriers, ainsi que le fret des carrières, des mines, et des usines chimiques qui y sont établies.
Elle est construite par l'État dans les conditions de la loi de 1842 et mise en service dans sa totalité le 26 juin 1871.
Les crues du 30 mai et 5 juin 1877 provoquent des avaries notamment aux ouvrages d'art de la ligne. Le 14 mars 1878 le ministre des travaux publics approuve en partie le projet présenté par ses ingénieurs pour réparer et améliorer les protections face au risque de crues. Cela concerne la protection des rives du Néez et d'un talus aux abords de ce cours d'eau, la protection du talus de droite aux abords de la station de Lugagnan, la protection du remblai de Maupas, la protection des abords du pont construit sur le Gave de Pau ainsi que l'amélioration du mode d'écoulement des eaux aux abords du passage à niveau no 13 à Ayzac-Ost. En 1879, ces travaux sont achevés ou en cours de finition. Les projets de reconstruction d'un épi de la digue de Vidalos et de celle d'Adast sont ajournés et font l'objet d'un nouveau projet en cours d'approbation.
La baisse de fréquentation des stations thermales, la fermeture des carrières et mines de la vallée, et surtout celle des deux usines d'engrais de Pierrefitte qui généraient un trafic important, ont entrainé sa fermeture totale en 1993, 54 ans après la fermeture du tramway de Pierrefitte à Luz-Saint-Sauveur et 44 ans après la fermeture du  tramway de Pierrefitte à Cauterets.

### Déclassement et dépose de la voie
La ligne a été déclassée le 6 mai 1997 entre les points kilométriques 177,934 et 198,318. Elle est aujourd'hui déposée sur la partie déclassée.

## Infrastructure et tracé
Depuis la gare de Lourdes la ligne contournait la ville par l'est en traversant successivement les quartiers du Tydos et du Soum, là se faisait la correspondance pour le funiculaire du pic du Jer. Puis la voie descendait vers Lugagnan où elle traversait le Néez, elle continuait sur le rive droite du gave de Pau qu'elle traversait après avoir desservi la gare de Bôo-Silhen. Elle arrivait ensuite en gare d'Argelès-Gazost, sous-préfecture des Hautes-Pyrénées et important lieu du thermalisme. Enfin, elle terminait son parcours en montant jusqu’à Pierrefitte-Nestalas, d’où partaient les correspondances en voie métrique.
C'était une ligne au profil moyen, les déclivités atteignaient 16 ‰.
La création dès 1909 de la centrale hydroélectrique de Soulom a facilité l'électrification de la ligne en 1914 en courant alternatif 12 000 volts - 16,66 Hz, soit peu après l'électrification du tronçon de Tarbes à Lourdes de la ligne de Toulouse à Bayonne. Elle fut donc la deuxième antenne pyrénéenne à être électrifiée après la ligne de Perpignan à Villefranche - Vernet-les-Bains en 1913. La même année furent créés les Tramways de la Bigorre qui, pour desservir Lourdes, traversaient la voie avec un passage à niveau dans le quartier du Tydos, où fut créée une halte pour permettre une correspondance. En 1922 la création d'un passage supérieur mit fin au problème du croisement à niveau. La caténaire de la ligne fut convertie en 1923 en courant 1 500 volts continu.

## Exploitation
L'exploitation de la ligne débuta le 26 juin 1871. Au début des années 1900 furent créés des trains directs depuis Paris pour amener les curistes jusqu'aux stations thermales. La circulation des trains fut ralentie pendant la Première et la Seconde Guerre mondiale, avant de reprendre au cours des années 1950. Le service voyageur fut fermé en 27 septembre 1970. Il y eut une réouverture temporaire du service voyageur avec seulement des trains directs depuis Paris pour les étés 1975 et 1976, et des trains Bordeaux - Pierrefitte pour la période hivernale au début des années 1980. La toute dernière circulation des voyageurs eut lieu lors de la visite du Pape Jean-Paul II en 1983. Le service marchandise fut fermé le 10 août 1993 en même temps que la ligne. La voie a été déposée peu de temps après le déclassement.

### Machines et circulation des trains
Au tout début, la ligne était parcourue par des trains omnibus remorqués par des locomotrices types 030, 120. À partir de l'électrification en 1914, les BB du dépôt de Tarbes furent mises en circulation sur la ligne pour les trains arrivant de Paris et Bordeaux. Elles cohabitèrent avec les anciennes motrices Midi série EABD, des fourgons automoteurs convertis en courant continu qui étaient utilisés pour assurer le service omnibus.

### Vitesses limites
En mai 1930 les vitesses limites que les trains ne devaient pas dépasser étaient de 75 km/h pour les trains de voyageurs, 60 km/h pour les trains mixtes et 40 km/h pour les trains de marchandises.

### Horaires de 1873, 1924 et 1968
| Juillet 1873 | Juillet 1873         | Juillet 1873   | Juillet 1873   | Juillet 1873   | Juillet 1873   | Juillet 1873   | Juillet 1873   | Juillet 1873   | Juillet 1873   | Juillet 1873 | Juillet 1873 | Juillet 1873         | Juillet 1873   | Juillet 1873   | Juillet 1873   | Juillet 1873   | Juillet 1873   | Juillet 1873   | Juillet 1873   | Juillet 1873   |
| Dist.        | STATIONS             | STATIONS       | 531 1re.2e.3e. | 535 1re.2e.3e. | 537 1re.2e.3e. | 539 1re.2e.3e. | 541 1re.2e.3e. | 533 1re.2e.3e. | 543 1re.2e.3e. |              | Dist.        | STATIONS             | STATIONS       | 532 1re.2e.3e. | 536 1re.2e.3e. | 538 1re.2e.3e. | 534 1re.2e.3e. | 540 1re.2e.3e. | 542 1re.2e.3e. | 544 1re.2e.3e. |
| ------------ | -------------------- | -------------- | -------------- | -------------- | -------------- | -------------- | -------------- | -------------- | -------------- | ------------ | ------------ | -------------------- | -------------- | -------------- | -------------- | -------------- | -------------- | -------------- | -------------- | -------------- |
|              | Bordeaux             | dép            | 23 10          | L              | 8 30           | 6 00           | L              | L              | L              |              | 0            | Pierrefitte-Nestalas | dép            | 7 10           | 9 30           | 10 30          | 17 58          | 13 50          | 16 45          | 19 35          |
| ...          | ...                  | ...            | ...            | ...            | ...            | ...            | ...            | ...            | ...            |              | 6            | Argelès-Gazost       | Argelès-Gazost | 7 24           | 9 43           | nd             | 18 11          | 14 03          | 16 58          | 19 47          |
| 0            | Lourdes              | dép            | 8 20           | 11 10          | 15 10          | 16 05          | 17 45          | 19 10          | 20 40          |              | 10           | Boô-Silhen           | Boô-Silhen     | 7 32           | nd             | nd             | 18 19          | nd             | nd             | nd             |
| 6            | Lugagnan             | Lugagnan       | 8 34           | nd             | nd             | 16 15          | nd             | 19 24          | nd             |              | 15           | Lugagnan             | Lugagnan       | 7 42           | nd             | nd             | 18 29          | nd             | nd             | nd             |
| 12           | Boô-Silhen           | Boô-Silhen     | 8 45           | nd             | nd             | 16 15          | nd             | 19 35          | nd             |              | 21           | Lourdes              | arr            | 7 55           | 10 05          | 11 00          | 18 42          | 14 25          | 17 20          | 20 10          |
| 15           | Argelès-Gazost       | Argelès-Gazost | 8 55           | 11 31          | 15 31          | 16 33          | 18 15          | 19 48          | nd             |              | ...          | ...                  | ...            | ...            | ...            | ...            | ...            | ...            | ...            | ...            |
| 21           | Pierrefitte-Nestalas | arr            | 9 05           | 11 41          | 15 41          | 16 43          | 18 25          | 19 58          | 21 10          |              |              | Bordeaux             | arr            | 22 40          | L              | 17 31          | L              | 22 40          | L              | L              |

nd = non desservi, L = Départ ou terminus en gare de Lourdes.
| AOUT 1924                      | AOUT 1924                      | AOUT 1924                      | AOUT 1924                      | AOUT 1924                      | AOUT 1924                      | AOUT 1924                      | AOUT 1924                      | AOUT 1924                      | AOUT 1924                      | AOUT 1924                      | AOUT 1924                      | AOUT 1924                      | AOUT 1924                      | AOUT 1924                      |
| PIERREFITTE-NESTALAS → LOURDES | PIERREFITTE-NESTALAS → LOURDES | PIERREFITTE-NESTALAS → LOURDES | PIERREFITTE-NESTALAS → LOURDES | PIERREFITTE-NESTALAS → LOURDES | PIERREFITTE-NESTALAS → LOURDES | PIERREFITTE-NESTALAS → LOURDES | PIERREFITTE-NESTALAS → LOURDES | PIERREFITTE-NESTALAS → LOURDES | PIERREFITTE-NESTALAS → LOURDES | PIERREFITTE-NESTALAS → LOURDES | PIERREFITTE-NESTALAS → LOURDES | PIERREFITTE-NESTALAS → LOURDES | PIERREFITTE-NESTALAS → LOURDES | PIERREFITTE-NESTALAS → LOURDES |
| Dist.                          | STATIONS                       | STATIONS                       | 580 OMNIBUS 1re.2e.3e.         | 582 OMNIBUS 1re.2e.3e.         | 584 OMNIBUS 1re.2e.3e.         | 586 OMNIBUS 1re.2e.3e.         | 588 OMNIBUS 1re.2e.3e.         | 600 EXPRESS 1re.2e.3e.         | 602 EXPRESS 1re.2e.3e.         | 590 OMNIBUS 1re.2e.3e.         | 592 OMNIBUS 1re.2e.3e.         | 604 EXPRESS 1re.2e.3e.         | 608 EXPRESS W.L 1re.2e.3e.     | 606 EXPRESS 1re.2e.3e.         |
| ------------------------------ | ------------------------------ | ------------------------------ | ------------------------------ | ------------------------------ | ------------------------------ | ------------------------------ | ------------------------------ | ------------------------------ | ------------------------------ | ------------------------------ | ------------------------------ | ------------------------------ | ------------------------------ | ------------------------------ |
| 0                              | Pierrefitte-Nestalas           | dép                            | 5 58                           | 7 53                           | 9 20                           | 10 22                          | 12 05                          | 13 34                          | 15 24                          | 16 36                          | 18 04                          | 19 00                          | 20 00                          | 20 53                          |
| 6                              | Argelès-Gazost                 | Argelès-Gazost                 | 6 06                           | 8 07                           | 9 28                           | 10 30                          | 12 13                          | 13 43                          | 15 33                          | 16 45                          | 18 12                          | 19 08                          | 20 08                          | 21 01                          |
| 10                             | Boô-Silhen                     | Boô-Silhen                     | 6 12                           | 8 12                           | 9 33                           | 10 42                          | 12 19                          | nd                             | nd                             | 16 51                          | 18 18                          | nd                             | nd                             | nd                             |
| 15                             | Lugagnan                       | Lugagnan                       | 6 20                           | 8 20                           | 9 41                           | 10 49                          | 12 26                          | 14 04                          | nd                             | 16 59                          | 18 26                          | nd                             | nd                             | nd                             |
| 18                             | Soum-Pic-du-Jer (halte)        | Soum-Pic-du-Jer (halte)        | 6 25                           | 8 25                           | 9 46                           | 10 54                          | nd                             | nd                             | nd                             | 17 04                          | 18 31                          | nd                             | nd                             | nd                             |
| 19                             | Le Tydos (halte)               | Le Tydos (halte)               | nd                             | nd                             | 9 49                           | nd                             | 12 33                          | nd                             | nd                             | 17 07                          | nd                             | nd                             | nd                             | nd                             |
| 21                             | Lourdes                        | arr                            | 6 29                           | 8 29                           | 9 52                           | 10 58                          | 12 36                          | 14 11                          | 15 50                          | 17 10                          | 18 35                          | 19 25                          | 20 25                          | 21 18                          |
|                                |                                |                                |                                |                                |                                |                                |                                |                                |                                |                                |                                |                                |                                |                                |
| LOURDES → PIERREFITTE-NESTALAS |                                |                                |                                |                                |                                |                                |                                |                                |                                |                                |                                |                                |                                |                                |
| Dist.                          | STATIONS                       | STATIONS                       | 581 OMNIBUS 1re.2e.3e.         | 583 OMNIBUS 1re.2e.3e.         | 585 OMNIBUS 1re.2e.3e.         | 601 EXPRESS W.L 1re.2e.3e.     | 587 OMNIBUS 1re.2e.3e.         | 589 OMNIBUS 1re.2e.3e.         | 603 EXPRESS 1re.2e.3e.         | 605 EXPRESS 1re.2e.3e.         | 591 OMNIBUS 1re.2e.3e.         | 607 DIRECT 1re.2e.3e.          | 593 OMNIBUS 1re.2e.3e.         | 609 EXPRESS 1re.2e.3e.         |
| 0                              | Lourdes                        | dép                            | 5 22                           | 7 10                           | 7 40                           | 8 51                           | 10 22                          | 11 15                          | 13 00                          | 13 55                          | 16 15                          | 17 35                          | 19 48                          | 21 19                          |
| 2                              | Le Tydos (halte)               | Le Tydos (halte)               | nd                             | nd                             | 7 44                           | nd                             | 10 26                          | nd                             | nd                             | nd                             | nd                             | nd                             | 19 52                          | nd                             |
| 3                              | Soum-Pic-du-Jer (halte)        | Soum-Pic-du-Jer (halte)        | 5 27                           | nd                             | 7 47                           | nd                             | nd                             | 11 20                          | nd                             | nd                             | 16 20                          | nd                             | 19 55                          | nd                             |
| 6                              | Lugagnan                       | Lugagnan                       | 5 32                           | 7 18                           | 7 52                           | nd                             | 10 33                          | 11 25                          | nd                             | nd                             | 16 25                          | nd                             | 20 00                          | nd                             |
| 12                             | Boô-Silhen                     | Boô-Silhen                     | 5 40                           | 7 26                           | 8 00                           | nd                             | 10 41                          | 11 33                          | nd                             | nd                             | 16 33                          | nd                             | 20 14                          | nd                             |
| 15                             | Argelès-Gazost                 | Argelès-Gazost                 | 5 46                           | 7 32                           | 8 06                           | 9 10                           | 10 47                          | 11 40                          | 13 18                          | 14 14                          | 16 44                          | 17 54                          | 20 20                          | 21 37                          |
| 21                             | Pierrefitte-Nestalas           | arr                            | 5 53                           | 7 39                           | 8 13                           | 9 17                           | 10 54                          | 11 47                          | 13 25                          | 14 21                          | 16 51                          | 18 01                          | 20 27                          | 21 44                          |

nd = non desservi.
| AOUT 1968 | AOUT 1968               | AOUT 1968               | AOUT 1968                | AOUT 1968 | AOUT 1968                       | AOUT 1968 | AOUT 1968 | AOUT 1968                       | AOUT 1968 | AOUT 1968 | AOUT 1968 | AOUT 1968               | AOUT 1968               | AOUT 1968 | AOUT 1968 | AOUT 1968                     | AOUT 1968    | AOUT 1968 | AOUT 1968 | AOUT 1968 | AOUT 1968                 |
| Dist.     | STATIONS                | STATIONS                | 3671 1re.2e.*            | 3677 2e.  | 7 665 MV 2e.                    | 3681 2e.  | 3683 2e.  | 3685 2e.                        | 3687 2e.  |           | Dist.     | STATIONS                | STATIONS                | 3676 2e.  | 3688 2e.  | 3680 2e.                      | 7 664 MV 2e. | 3682 2e.  | 3684 2e.  | 3690 2e.  | 3672 1re.2e.*             |
| --------- | ----------------------- | ----------------------- | ------------------------ | --------- | ------------------------------- | --------- | --------- | ------------------------------- | --------- | --------- | --------- | ----------------------- | ----------------------- | --------- | --------- | ----------------------------- | ------------ | --------- | --------- | --------- | ------------------------- |
| 853       | Paris-Austerlitz        | dép                     | 21 49                    | 23 43     | Corresp. depuis Toulouse uniqu. | 8 10      | L         | Corresp. depuis Toulouse uniqu. | 13 55     |           | 0         | Pierrefitte-Nestalas    | dép                     | 6 51      | 7 30      | 9 00                          | 11 12        | 14 08     | 17 14     | 18 27     | 21 06                     |
| 272       | Bordeaux-St-Jean        | dép                     | 3 51                     | 7 33      | Corresp. depuis Toulouse uniqu. | 13 50     | L         | Corresp. depuis Toulouse uniqu. | 18 35     |           | 6         | Argelès-Gazost          | Argelès-Gazost          | 6 58      | 7 37      | 9 07                          | 11 23        | 14 15     | 17 21     | 18 34     | 21 06                     |
| 0         | Lourdes                 | arr                     | 7 17                     | 10 29     | Corresp. depuis Toulouse uniqu. | 16 44     | L         | Corresp. depuis Toulouse uniqu. | 21 47     |           | 10        | Boô-Silhen              | Boô-Silhen              | nd        | nd        | 9 13                          | 11 32        | 14 21     | 17 27     | 18 40     | nd                        |
| ...       | ...                     | ...                     | ...                      | ...       | ...                             | ...       | ...       | ...                             | ...       |           | 12        | Geu-Pibeste (halte)     | Geu-Pibeste (halte)     | 7 06      | 7 45      | 9 17                          | 11 38        | 14 25     | 17 31     | nd        | nd                        |
| 179       | Toulouse-Matabiau       | dép                     | Direct Paris-Pierrefitte | 7 13      | 9 58                            | 14 00     | L         | 17 16                           | 18 56     |           | 15        | Lugagnan                | Lugagnan                | 7 10      | 7 51      | 9 22                          | 11 46        | 14 29     | 17 35     | 18 47     | 21 29                     |
| 0         | Lourdes                 | arr                     | Direct Paris-Pierrefitte | 9 41      | 12 07                           | 16 02     | L         | 19 14                           | 21 08     |           | 18        | Soum-Pic-du-Jer (halte) | Soum-Pic-du-Jer (halte) | 7 15      | 7 55      | 9 26                          | 11 53        | 14 33     | 17 39     | 18 51     | nd                        |
| ...       | ...                     | ...                     | ...                      | ...       | ...                             | ...       | ...       | ...                             | ...       |           | 21        | Lourdes                 | arr                     | 7 20      | 8 00      | 9 31                          | 12 00        | 14 38     | 17 44     | 18 56     | 21 38                     |
| 0         | Lourdes                 | dép                     | 7 40                     | 10 34     | 12 37                           | 17 52     | 19 12     | 20 01                           | 21 54     |           | ...       | ...                     | ...                     | ...       | ...       | ...                           | ...          | ...       | ...       | ...       | ...                       |
| 3         | Soum-Pic-du-Jer (halte) | Soum-Pic-du-Jer (halte) | 7 46                     | 10 39     | 12 44                           | 17 56     | 19 17     | 20 06                           | 21 59     |           | 0         | Lourdes                 | dép                     | L         | L         | 10 18                         | L            | 14 57     | 17 58     | 19 58     | Direct Pierrefitte -Paris |
| 6         | Lugagnan                | Lugagnan                | 7 52                     | 10 43     | 12 50                           | 18 01     | 19 21     | 20 11                           | 22 03     |           | 179       | Toulouse-Matabiau       | arr                     | L         | L         | 12 35                         | L            | 17 02     | 20 31     | 22 32     | Direct Pierrefitte -Paris |
| 9         | Geu-Pibeste (halte)     | Geu-Pibeste (halte)     | nd                       | 10 48     | 12 57                           | 18 06     | 19 26     | 20 16                           | nd        |           | ...       | ...                     | ...                     | ...       | ...       | ...                           | ...          | ...       | ...       | ...       | ...                       |
| 11        | Boô-Silhen              | Boô-Silhen              | 8 01                     | 10 52     | 13 03                           | 18 10     | nd        | 20 20                           | nd        |           | 0         | Lourdes                 | dép                     | L         | L         | Corresp. vers Toulouse uniqu. | L            | 14 44     | 17 56     | 20 32     | 22 17                     |
| 15        | Argelès-Gazost          | Argelès-Gazost          | 8 07                     | 10 57     | 13 13                           | 18 16     | 19 34     | 20 26                           | 22 15     |           | 272       | Bordeaux-St-Jean        | arr                     | L         | L         | Corresp. vers Toulouse uniqu. | L            | 17 35     | 21 38     | 23 48     | 1 24                      |
| 21        | Pierrefitte-Nestalas    | arr                     | 8 15                     | 11 05     | 13 23                           | 18 24     | 19 42     | 20 34                           | 22 33     |           | 853       | Paris-Austerlitz        | arr                     | L         | L         | Corresp. vers Toulouse uniqu. | L            | 23 19     | 6 25      | 6 54      | 7 30                      |

nd = non desservi, L = Pas de correspondances en provenance ou à destination de Paris et Toulouse, * Wagons lits premières classes et train couchettes pour les premières et deuxièmes classes.

## Galerie de photos

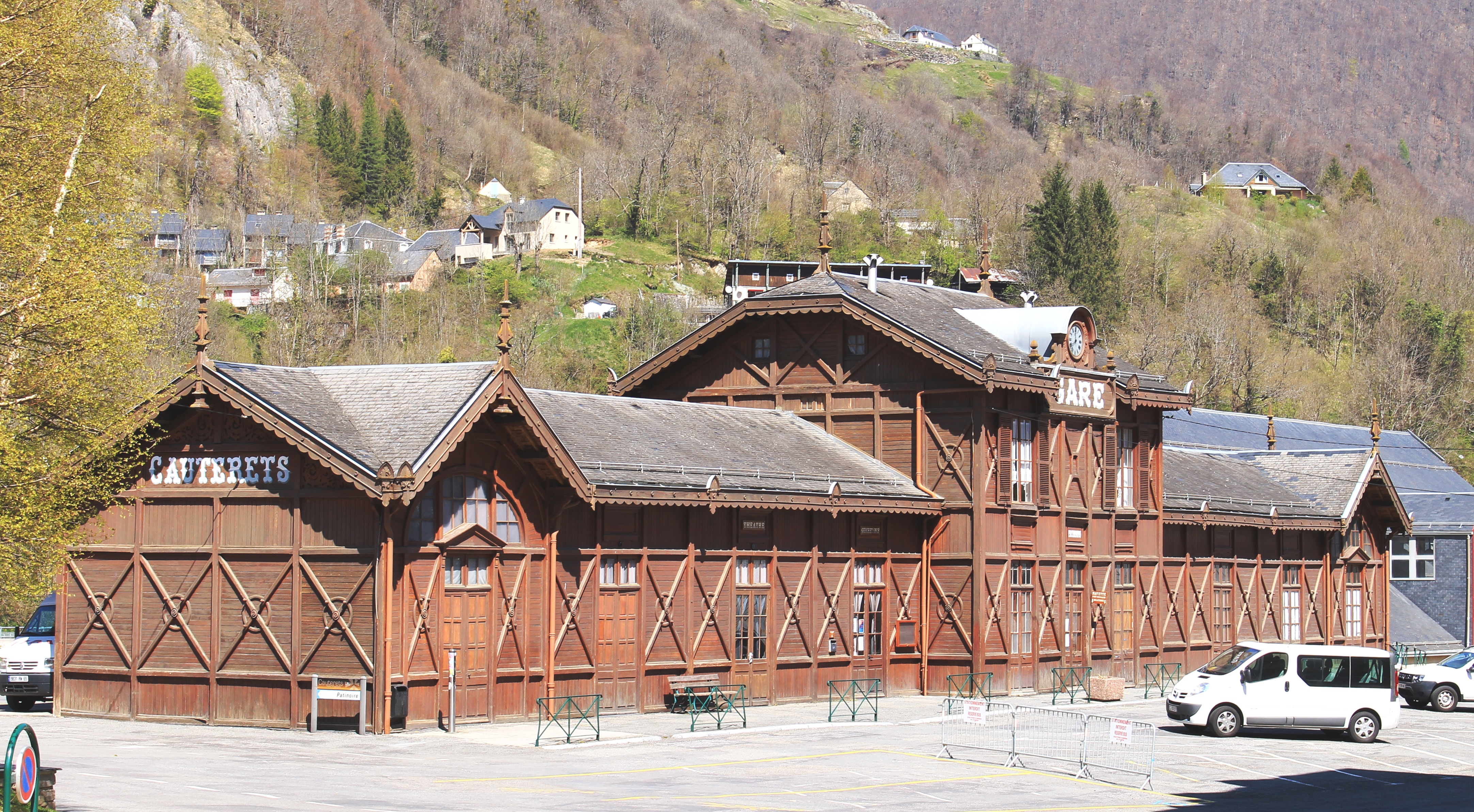
Gare de Cauterets.
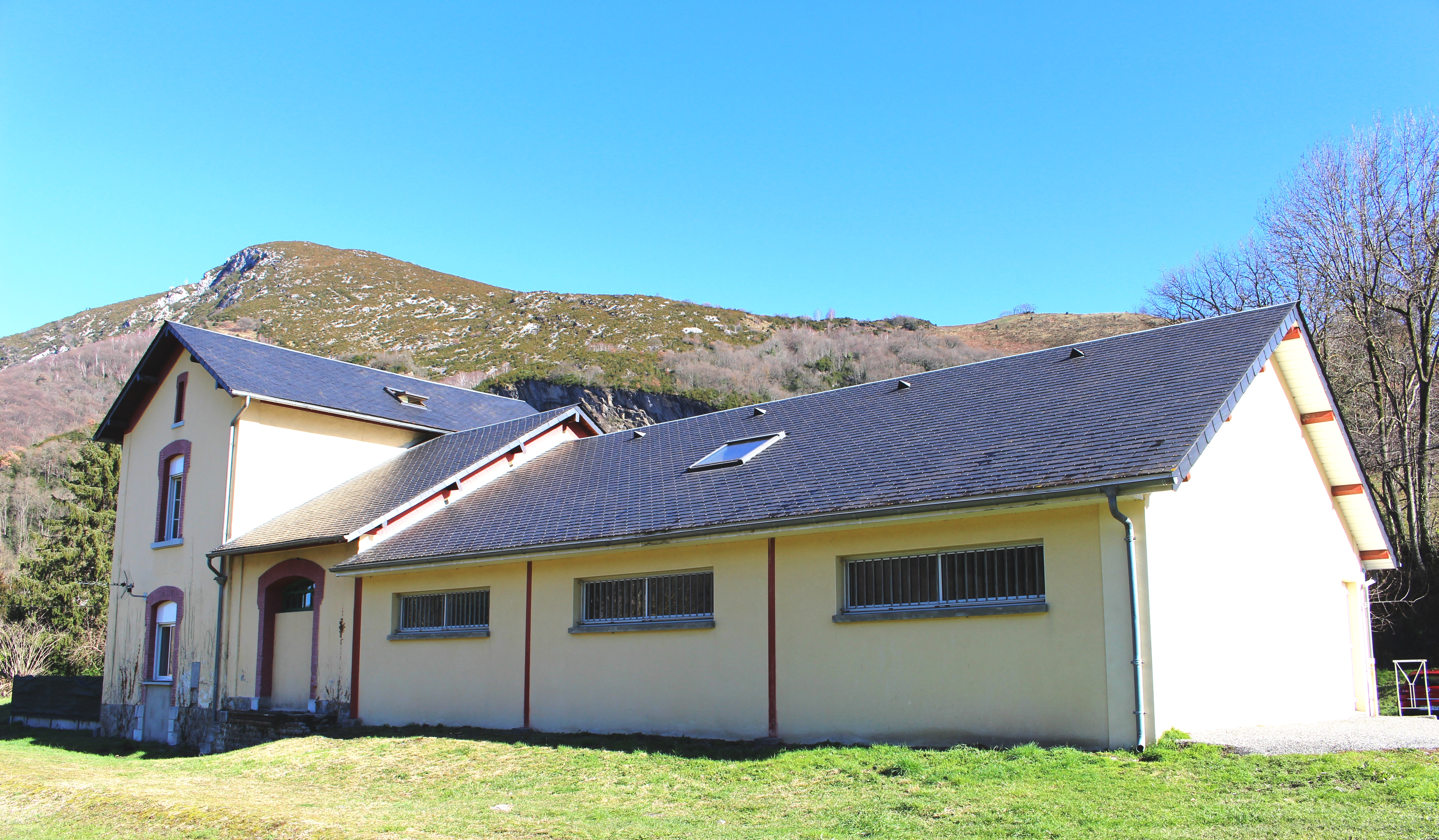
Gare de Lugagnan.
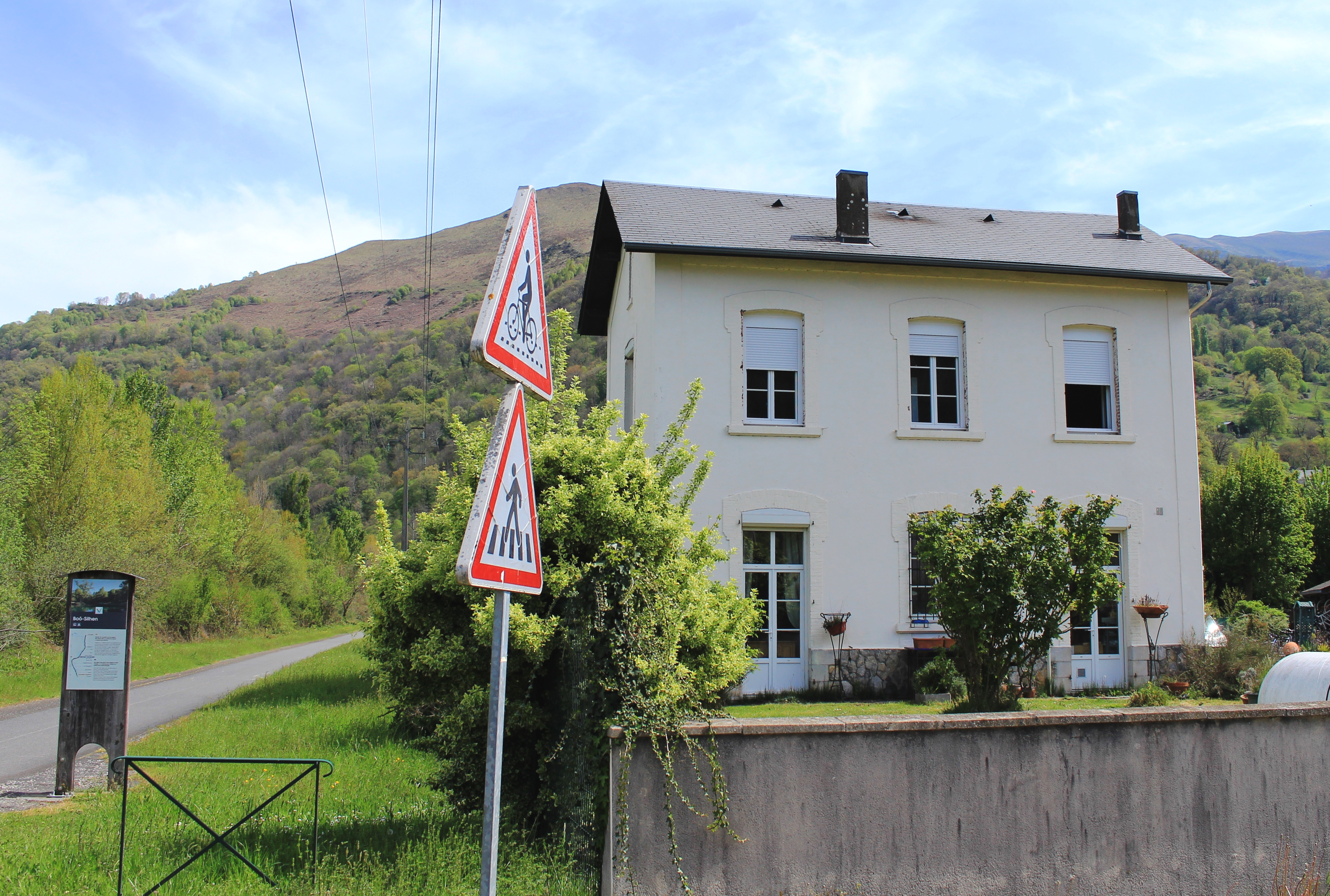
Gare de Boô-Silhen.
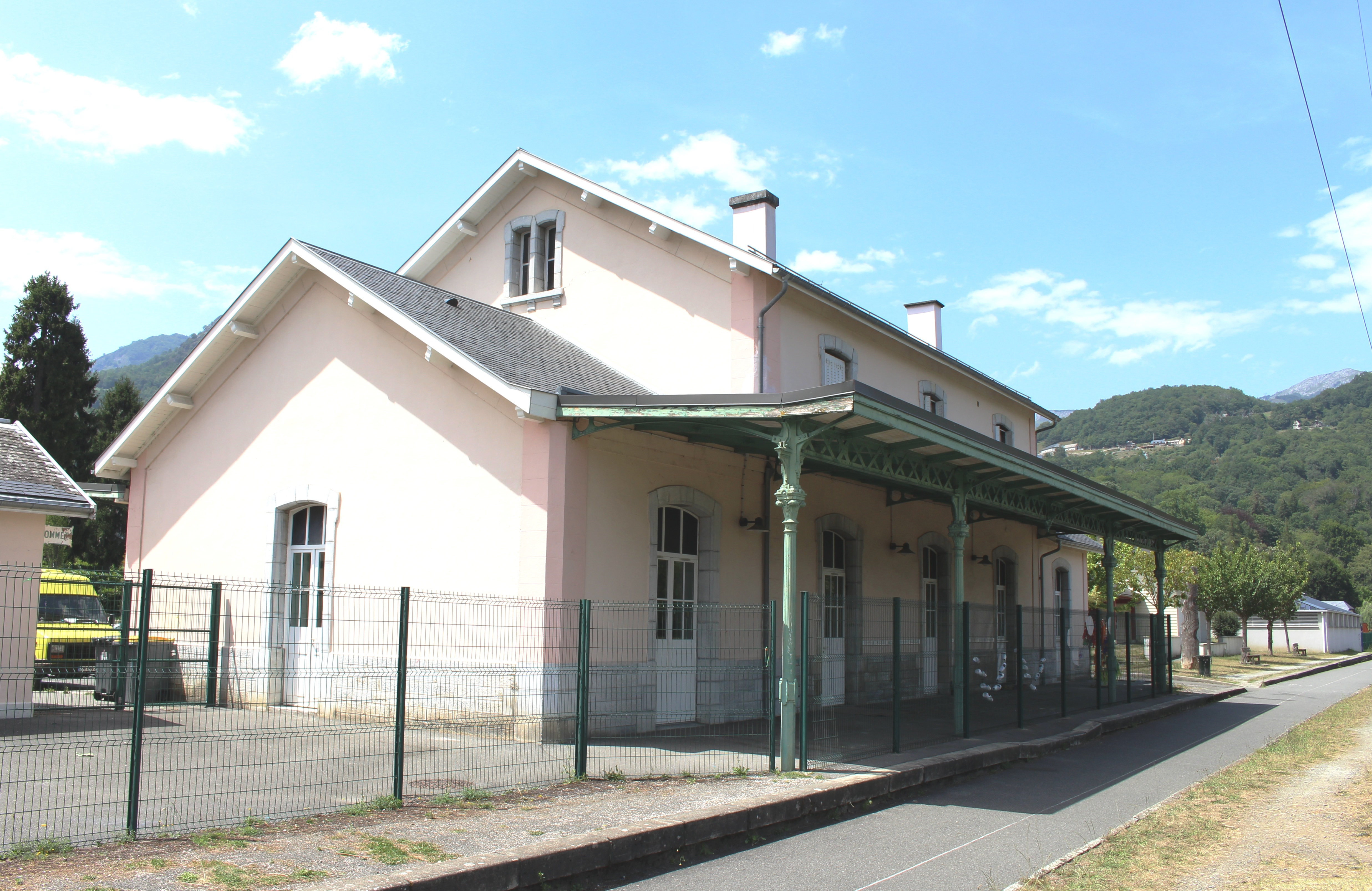
Gare d'Argelès-Gazost.
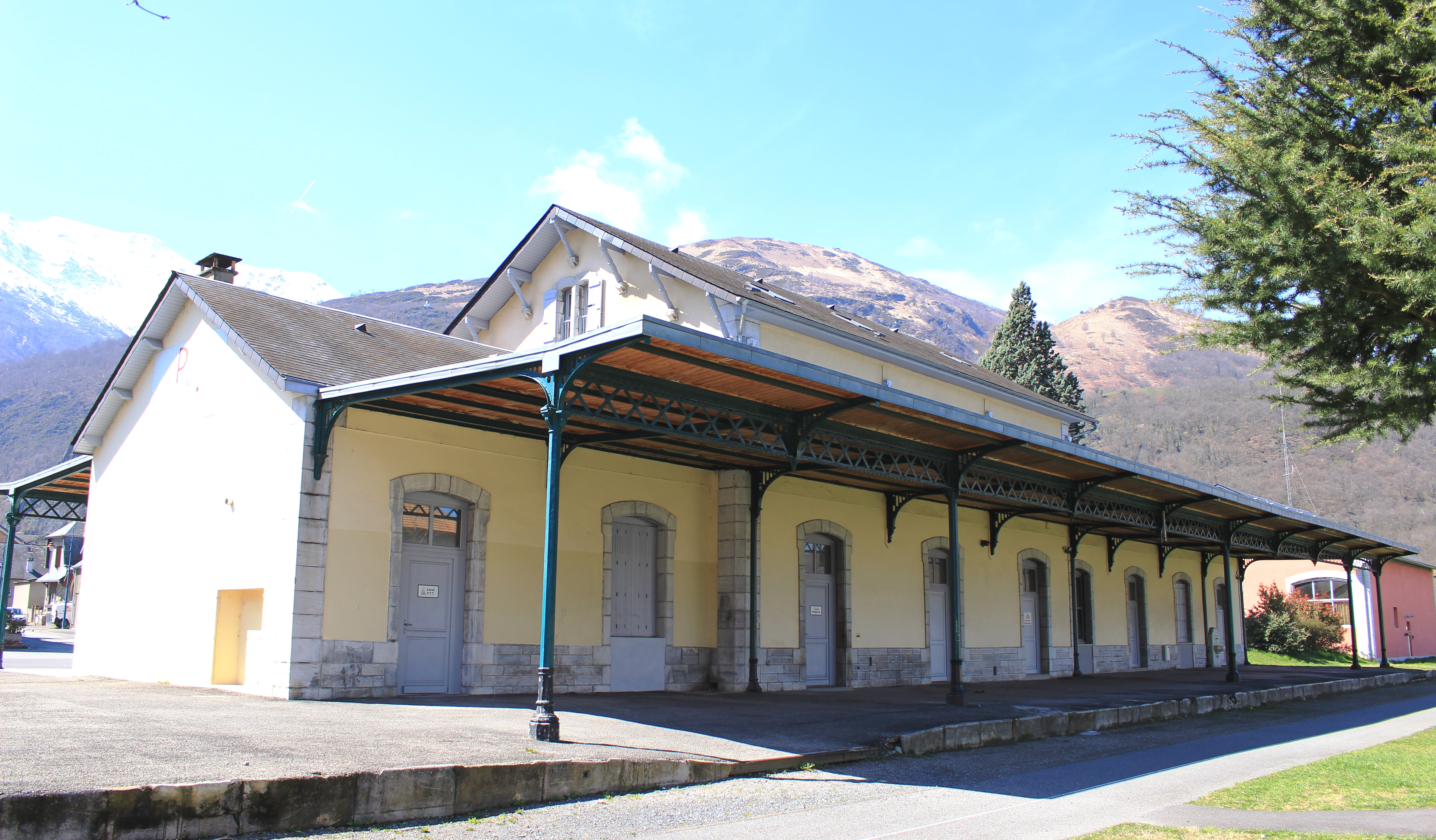
Gare de Pierrefitte-Nestalas.

## État actuel
Actuellement la plateforme est une piste cyclable du Tydos à Pierrefitte-Nestalas (Voie verte des Gaves) et se prolonge vers Cauterets sur l'ancienne plateforme du tramway (Voie verte Pierrefitte-Nestalas/Cauterets).
En 2001, une étude a été réalisée pour l'ouverture d'un transpyrénéen central qui passerait par Lourdes et Pierrefitte-Nestalas. Il n'existe à ce jour aucune échéance pour ce projet.